# Герб Новотроїцького (Херсонська область)
Герб Новотро́їцького — офіційний символ смт Новотроїцьке (Херсонщина). Затверджений 8 жовтня 1998 р. рiшенням № 27 сесії селищної ради.

## Опис
Щит перетятий лазуровим і золотим. У першій частині золоте сонце без зображення обличчя, що випускає такі самі промені. У другій частині срібний вписаний колос, обабіч якого виникають дві людські долоні тілесного кольору.